# Veres 1 Színház
A Veres 1 Színház Veresegyházon játszó társulat, a nevét a befogadó városról kapta. A színházat Venyige Sándor és Zorgel Enikő alapította 2014-ben. Az előadásait a Váci Mihály Művelődési Házban tartja.

## Története
A Veres 1 Színház a Ne most, drágám! című előadással debütált, 2014. október 4-én. Az első évadának bérlet eladásai várakozáson felül teljesítettek. Az első évad lezárásaként megrendezésre került az első Veres Medve Díjkiosztó Gála, melyen közönségszavazás alapján 8 kategóriában osztottak díjakat az évad előadásaiban közreműködők között. 
3 bérletsorral indult el a 2015/16-os évad, 5 bérletsorral a 2016/17-es évad. A 3. évad kezdetekor új színház építését határozták el.
2017-ben egy 8 hetes, hetente 1 szabadtéri előadásból álló nyári programsorozatot szerveztek Veresegyházon, melynek gerincét színházi előadások adják, Mézesvölgyi Nyáresték néven. A fesztivál nyitó előadása az ExperiDance Fergeteges című produkciója volt.
2018-ban már két helyszínen, kamara darabokkal és gyermekprogramokkal kibővülve, Mézesvölgyi Nyár néven rendezik meg a programot.

## Bemutatók
A Veres 1 Színház társulat bemutatói

### 2014/15
- 2014. október 4. – Ray Cooney-John Chapman: Ne most, drágám! (vígjáték két felvonásban, rendező: Venyige Sándor)[8]
- 2014. november 13. – Török Tamás - Venyige Sándor - Lencsés Balázs: Eltüsszentett Birodalom (mesemusical, rendező: Venyige Sándor)
- 2014. december 29. –Táncdalfesztivál anno (élőzenés időutazás a magyar beat hőskorába, rendező: Venyige Sándor)
- 2015. február 21. – Magyar hasak (gasztro-komikus egy óra Krúdyékkal)
- 2015. március 28. – Agatha Christie: Az egérfogó (krimi két részben, rendező: Schlanger András)

### 2015/16
- 2015. szeptember 18. – Neil Simon: Női furcsa pár (vígjáték két felvonásban, rendező: Janik László)
- 2015. december 4. – Woody Allen: Semmi pánik (komédia két részben, rendező: Megyeri Zoltán)
- 2016. március 4. - Heltai Jenő: Naftalin (zenés bohózat, rendező Szivák-Tóth Viktor)[9]

### 2016/17
- 2016. szeptember 30. - Vajda Katalin: Anconai szerelmesek (zenés komédia, rendező: Szilágyi Annamária)[10]
- 2016. november 19. - Paul Pörtner: Hajmeresztő (két részes bűnügyi társasjáték, rendező: Janik László)[10]
- 2017. február 1. - Jeff Baron: Szép jó estét, Mr. Green! (tolerancia két részben, rendező: Molnár Kristóf)[11]
- 2017. március 25. - João Bethencourt: A New York-i páparablás (vígjáték két részben, rendező: Szurdi Miklós)[12]

### 2017/18
- 2017. október 27. - Ken Ludwig: Hajszál híján Hollywood (vígjáték, rendező: Szurdi Miklós)[13]
- 2018. február 10. -  Molnár Ferenc: Játék a kastélyban (vígjáték, rendező: Schlanger András)[14]
- A tervezett harmadik bemutató helyett vendégelőadás került műsorra.[15]

### 2018/19
- 2018. október 5. – Neil Simon: Pletykafészek (vígjáték, rendező: Nagy Sándor)
- 2019. május 17. – Alexandre de La Patelliere - Matthieu Delaporte: Hogyan nevezzelek? (vígjáték, rendező: Schlanger András)
- 2019. január 19. – Bolba Tamás - Szente Vajk - Galambos Attila: Csoportterápia (musical, rendező: Tasnádi Csaba)

### 2019/20
- 2019. október 26. – Örkény István: Tóték (dráma, rendező: Dicső Dániel)
- 2020. február 19. – Tasnádi István: Finito (vígjáték, rendező: Tasnádi Csaba)[16]

### 2020/21
- 2020. augusztus 5. – Janik László – Varga Bálint: Óz, a csodák csodája (mesejáték, rendező: Janik László)
- 2020. október 24. – Robert Harling: Acélmagnóliák (dráma, rendező: Dicső Dániel)
- 2021. július 3. Jeffrey Lane - David Yazbek - Pedro Almodóvar: Nők az idegösszeomlás szélén (musical, rendező: Tasnádi Csaba)
- 2021. július 30. – Bohumil Hrabal: Sörgyári Capriccio (vígjáték, rendező: Schlanger András)[17]

### 2021/22
- 2021. október 16. – Alfred Uhry: Miss Daisy sofőrje (színdarab, rendező: Dicső Dániel)
- 2021. december 16. – Peter Schaffer: Rövidzárlat (Black comedy) (vígjáték, rendező: Nagy Sándor)
- 2022. február 17. – Venyige Sándor: Nap, árnyék, boszorkány (színdarab, rendező: Janik László)
- 2022. április 9. – Ray Cooney - Tony Hilton: 1x3 néha 4 (vígjáték, rendező: Nagy Sándor)
- 2022. május 21. – Presser Gábor - Sztevanovity Dusán - Horváth Péter: A padlás (musical, rendező: Böhm György)

### 2022/23
- 2022. október 15. – Eric Chappel: Hőguta (vígjáték, rendező: Beleznay Endre)
- 2023. április 22. – Böhm – Korcsmáros – Pásztor – Jakab – Hatvani: Szép nyári nap (musical, rendező: Böhm György)

### 2023/24
- Jean de Letraz: Tombol az erény (bohózat, rendező: Simon Kornél)

### 2024/25
- 2024. november 8. – Vitéz Miklós – Vadnai László – Böhm György – Nemlaha György: Meseautó (musical, rendező: Böhm György)[18]
- 2025. április 5. – Agatha Christie: Az Ackroyd-gyilkosság (krimi, rendező: Simon Kornél)[19]

### 2025/26
- 2025. október 25. – Lőrinczy Attila – Bársony Bálint: Amerikai komédia (szving-musical, rendező: Peller Károly)[20]

## Művészek (2024/2025)
- Ágoston Péter
- Bacsa Ildikó
- Bajor Lili
- Beleznay Endre
- Borbély Richárd
- Braga Nikita
- Buch Tibor
- Csáki Edina
- Cseh Dávid Péter
- Csonka András
- Dósa Mátyás
- Eszes Ádám
- Falusi Mariann
- Fejes Szandra
- Fekete Gábor
- Fekete Linda
- Fellinger Domonkos
- Ferenczy-Nagy Boglárka
- Fésűs Ákos
- Gadó Anita
- Harna Péter
- Henczi Emma
- Holczinger Szandra
- Janik László
- Janza Kata
- Kálid Artúr
- Krajnik-Balogh Gábor
- Kékesi Gábor
- Kerekes József
- Kiss Csinszka Flóra
- Kovács Dominik Róbert
- Laurinyecz Réka
- Márkus Judit
- Maros-Szabó Réka
- Mechle Christian
- Miklós Krisztina
- Mohai Tamás
- Molnár Gyöngyi
- Molnár Szilvia
- Monori Dominik
- Murvai Márton
- Nagy Balázs
- Nagy Sándor
- Náray Erika
- Oláh Béla
- Pál Tamás
- Palotai Zoltán
- Pásztor Tibor
- Peller Károly
- Sándor Dávid
- Simon Kornél
- Steinkohl Erika
- Széles Flóra
- Szemán Béla
- Tóth Angelika
- Trokán Péter
- Venyige Sándor
- Vincze Márton
- Zorgel Enikő